# Panthéon Nadar

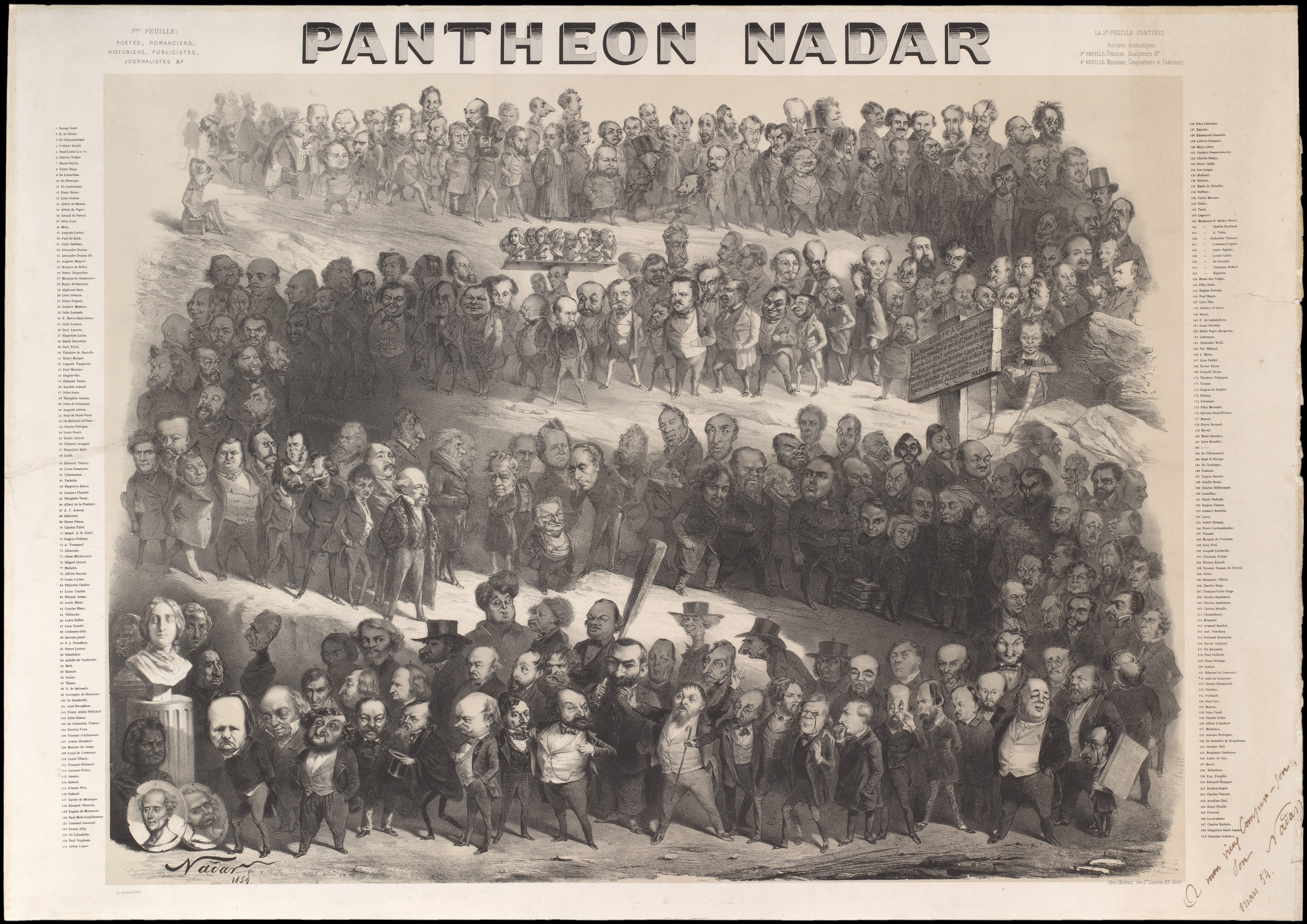
Estampe lithographique dédicacée par Nadar, mars 1854.

Le Panthéon Nadar est une frise lithographique de 81,9 × 114,9 cm, représentant 250 écrivains et journalistes, réalisée par Nadar en 1854. Elle est conservée notamment à la Bibliothèque nationale de France et au Metropolitan Museum of Art de New York.
| N°  | Nom                    |
| --- | ---------------------- |
| 1   | George Sand            |
| 2   | H. de Balzac           |
| 3   | De Chateaubriand       |
| 4   | Frédéric Soulié        |
| 5   | Paul-Louis Courier     |
| 6   | Charles Nodier         |
| 7   | Baron Taylor           |
| 8   | Victor Hugo            |
| 9   | De Lamartine           |
| 10  | De Béranger            |
| 11  | De Lamennais           |
| 12  | Henri Heine            |
| 13  | Léon Gozlan            |
| 14  | Alfred de Musset       |
| 15  | Alfred de Vigny        |
| 16  | Gérard de Nerval       |
| 17  | Félix Pyat             |
| 18  | Joseph Méry            |
| 19  | Auguste Luchet         |
| 20  | Paul de Kock           |
| 21  | Jules Sandeau          |
| 22  | Alexandre Dumas        |
| 23  | Alexandre Dumas fils   |
| 24  | Auguste Maquet         |
| 25  | Marquis de Belloy (ru) |
| 26  | Nestor Roqueplan       |
| 27  | Marquis de Chenevieres |
| 28  | Roger de Beauvoir      |
| 29  | Alphonse Karr          |
| 30  | Léon Gatayes           |
| 31  | Pierre Dupont          |
| 32  | Gustave Mathieu        |
| 33  | Jules Lecomte          |
| 34  | É. Marco-Saint-Hilaire |
| 35  | Jules Lacroix          |
| 36  | Paul Lacroix           |
| 37  | Hippolyte Lucas        |
| 38  | Émile Souvestre        |
| 39  | Paul Féval             |
| 40  | Théodore de Banville   |
| 41  | Henry Murger           |
| 42  | Auguste Vacquerie      |
| 43  | Paul Meurice           |
| 44  | Eugène Sue             |
| 45  | Edmond Texier          |
| 46  | Amédée Achard          |
| 47  | Jules Janin            |
| 48  | Théophile Gautier      |
| 49  | Jules de Prémaray      |
| 50  | Auguste Lireux         |
| 51  | Paul de Saint-Victor   |
| 52  | De Matharel de Fiennes |
| 53  | Charles Philipon       |
| 54  | Louis Huart            |
| 55  | Taxile Delord          |
| 56  | Clément Caraguel       |
| 57  | Hippolyte Rolle        |
| 58  | Gaiffe                 |
| 59  | Édouard Thierry        |
| 60  | Louis Desnoyers        |
| 61  | Commerson              |
| 62  | Vachette               |
| 63  | Hippolyte Babou        |
| 64  | Gustave Planche        |
| 65  | Théophile Thoré        |
| 66  | Albert de la Fizelière |
| 67  | J. J. Arnoux           |
| 68  | Delécluze              |
| 69  | Pierre Petroz          |
| 70  | Charles Tillot         |
| 71  | Hetzel (J. B. Stahl)   |
| 72  | Eugène Pelletan        |
| 73  | A. Toussenel           |
| 74  | Altaroche              |
| 75  | Adam Mickiewicz        |
| 76  | Edgar Quinet           |
| 77  | Michelet               |
| 78  | Albéric Second         |
| 79  | Louis Lurine           |
| 80  | Philarète Chasles      |
| 81  | Louis Viardot          |
| 82  | Étienne Arago          |
| 83  | Louis Blanc            |
| 84  | Charles Blanc          |
| 85  | Villiaumé              |
| 86  | Ledru Rollin           |
| 87  | Léon Fauché            |
| 88  | Crétineau-Joly         |
| 89  | Sarrans Jeune          |
| 90  | J. P. Proudhon         |
| 91  | Pierre Leroux          |
| 92  | Schœlcher              |
| 93  | Achille de Vaulabelle  |
| 94  | Molé                   |
| 95  | Ricourt                |
| 96  | Guizot                 |
| 97  | Thiers                 |
| 98  | N. de Salvandy         |
| 99  | Duvergier de Hauranne  |
| 100 | De Humboldt            |
| 101 | Lord Brougham          |
| 102 | Prince de Soltykov     |
| 103 | Jules Simon            |
| 104 | De Cormenin (Timon)    |
| 105 | Docteur Yvan           |
| 106 | Vicomte d'Arlincourt   |
| 107 | Arsène Houssaye        |
| 108 | Maxime du Camp         |
| 109 | Louis de Cormenin      |
| 110 | Louis Ulbach           |
| 111 | François Delessert     |
| 112 | Laurent Pichat         |
| 113 | Jasmin                 |
| 114 | Reboul                 |
| 115 | Francis Wey            |
| 116 | Nadaud                 |
| 117 | Xavier de Montépin     |
| 118 | Édouard Plouvier       |
| 119 | Eugène de Mirecourt    |
| 120 | Paul Molé-Gentilhomme  |
| 121 | Constant Guéroult      |
| 122 | Ernest Alby            |
| 123 | De Lalandelle          |
| 124 | Paul Duplessis         |
| 125 | Julien Lemer           |

| N°  | Nom                       |
| --- | ------------------------- |
| 126 | Pitre-Chevalier           |
| 127 | Zaccone                   |
| 128 | Emmanuel Gonzalès         |
| 129 | Deumier Lefèvre           |
| 130 | Mary Lafon                |
| 131 | Gustave Desnoiresterres   |
| 132 | Charles Deslys            |
| 133 | Henri Celliez             |
| 134 | Léo Lespès                |
| 135 | Hubbart                   |
| 136 | Romieu                    |
| 137 | Émile de Girardin         |
| 138 | Nefftzer                  |
| 139 | Victor Meunier            |
| 140 | Erdan                     |
| 141 | Panis                     |
| 142 | Legouvé                   |
| 143 | Mme H. Becker Stowe       |
| 144 | Mme Charles Reybaud       |
| 145 | Mme A. Tastu              |
| 146 | Mme Desbordes Valmore     |
| 147 | Comtesse d'Agout          |
| 148 | Mme Anaïs Ségalas         |
| 149 | Mme Louise Collet         |
| 150 | Mme de Girardin           |
| 151 | Mme Clémence Robert       |
| 152 | Mme Esquiros              |
| 153 | Blaise des Vosges         |
| 154 | Félix Solar               |
| 155 | Eugène Forcade            |
| 156 | Paul Mantz                |
| 157 | Léon Plée                 |
| 158 | Gustave d'Alaux           |
| 159 | Havin                     |
| 160 | E. de Labédollière        |
| 161 | Louis Jourdan             |
| 162 | Émile Pagès (Bergeron)    |
| 163 | Armand Lefrançois         |
| 164 | Alexandre Weill           |
| 165 | Pol. Millaud              |
| 166 | J. Mirès                  |
| 167 | Léon Pillet               |
| 168 | Xavier Eyma               |
| 169 | Léopold Duras             |
| 170 | Théodore Pelloquet        |
| 171 | Jules Turgan              |
| 172 | Eugène de Stadler         |
| 173 | Dutacq                    |
| 174 | Falempin (?)              |
| 175 | Félix Mornand             |
| 176 | Sylvain Saint-Étienne     |
| 177 | Busoni                    |
| 178 | Pierre Bernard            |
| 179 | Bénédict-Henry Révoil     |
| 180 | Marie Escudier            |
| 181 | Léon Escudier             |
| 182 | • • •                     |
| 183 | De Villemessant           |
| 184 | René de Rovigo            |
| 185 | De Coetlogon              |
| 186 | Dumont                    |
| 187 | Eugène Bareste (ja)       |
| 188 | Achille Denis             |
| 189 | Charles Hiltbrunner       |
| 190 | Couailhac                 |
| 191 | Émile Badoche             |
| 192 | Eugène Chapus             |
| 193 | Gustave Bourdin           |
| 194 | Leroy                     |
| 195 | André Thomas              |
| 196 | Pierre Lachambeaudie      |
| 197 | Viennet                   |
| 198 | Marquis de Varennes       |
| 199 | Léon Noël                 |
| 200 | Léopold Leclanché         |
| 201 | Chaalons d'Argé           |
| 202 | Étienne Énault            |
| 203 | Ponson du Terrail         |
| 204 | Cretet                    |
| 205 | Benjamin Tilleul          |
| 206 | Charles Hugo              |
| 207 | François-Victor Hugo      |
| 208 | Charles Baudelaire        |
| 209 | Charles Assélineau        |
| 210 | Charles Bataille          |
| 211 | Champfleury               |
| 212 | Monselet                  |
| 213 | Armand Baschet            |
| 214 | Fauchery Ant.             |
| 215 | Fernand Desnoyers         |
| 216 | Xavier Aubryet            |
| 217 | De Barenton               |
| 218 | Paul Juillerat            |
| 219 | Henri Delaage             |
| 220 | Louis Judicis de Mirandol |
| 221 | Edmond de Goncourt        |
| 222 | Jules de Goncourt         |
| 223 | Charles Emmanuel          |
| 224 | Claudon                   |
| 225 | Fertiault                 |
| 226 | Paul Cère                 |
| 227 | Maurin                    |
| 228 | Jules Viard               |
| 229 | Charles Gilles            |
| 230 | Alfred d'Alembert         |
| 231 | Moineaux                  |
| 232 | Antonio Watripon          |
| 233 | De Bragelonne             |
| 234 | Georges Bell              |
| 235 | Benjamin Gastineau        |
| 236 | André de Goy              |
| 237 | Barré                     |
| 238 | Robertson                 |
| 239 | Eugène Furpille           |
| 240 | Édouard Hanquet           |
| 241 | Dondey-Dupré              |
| 242 | Charles Vincent           |
| 243 | Aurélien Chol             |
| 244 | Henri Nicolle             |
| 245 | Prarond                   |
| 246 | Levavasseur               |
| 247 | Charles Barbara           |
| 248 | Desquiron Saint-Aignan    |
| 249 | Stanislas Godefroy        |

## Historique
Probablement inspiré par le Panthéon charivarique de Benjamin publié entre 1835 et 1842 dans Le Charivari, Nadar projette, en 1851, de réunir plus d'un millier de célébrités de l'époque sur quatre planches lithographiques regroupant chacune près de trois cents portraits dessinés en pied. La première concerne les écrivains et les journalistes. La deuxième devait être consacrée au monde du théâtre, acteurs, dramaturges, la troisième aux peintres et aux sculpteurs et la quatrième aux musiciens. Chaque planche, identifiant les personnages par des numéros reportés en regard de leur nom sur les deux côtés du dessin, devait être complétée par un ouvrage regroupant la biographie des gloires contemporaines.
Dans son entreprise, Nadar est épaulé par plusieurs collaborateurs, tels qu'Achille Béguin, Prévost, Valentin Foulquier, Édouard Riou, Alfred Darjou, Émile Bayard et Célestin Nanteuil.
La réalisation du Panthéon, trop onéreuse, n'apporte finalement pas à Nadar le gain qu'il en espérait : il ne vend que cent trente quatre exemplaires de la première planche. En 1858, les suivantes n'ayant pas été réalisées, il complète la frise de 1854, à la demande d'Hippolyte de Villemessant qui en a racheté les droits et qui opère un retirage de la pierre lithographique pour l'offrir en « prime » aux lecteurs du Figaro, estampe à laquelle s'ajoute une vingtaine de portraits de peintres et de compositeurs dont ceux d'Hector Berlioz, Gioachino Rossini, Eugène Delacroix.
Nombre de personnalités ont posé pour la postérité dans l'atelier de Nadar, espérant, loin d'être offensés par les caricatures, être au nombre des élus de son Panthéon. Les quelques femmes représentées apparaissent sous la forme de neuf bustes disposés sur un plateau supporté par Ernest Legouvé au centre de la frise. Celui de George Sand, « mère du romantisme français », ouvrant le défilé, est présenté sur une colonne, les bustes et les statues constituant le mode de la célébration républicaine. Le no 174 est « Falempin », un écrivain qui n'existe pas, ou, selon Théodore de Banville, une « sorte de pseudonyme ridicule et railleur qu'on prêtait aux écrivains de peu de talent. »

Nadar, qui se représente lui-même (no 182) assis à côté de son panonceau, en pantalons rayés, dédicace ainsi son Panthéon : 

« Au Monsieur que je regrette assurément d'avance de ne pas connaitre et qui le 2e jour de la 3e lune de l'an 3607 courra les ventes comme un chien perdu pour acheter à prix d'or cet exemplaire devenu introuvable et dont il ne pourra se passer pour son grand travail sur les figures historiques du XIXe siècle. »

— Nadar, dédicace.
À partir de 1876, Ludovic Baschet lance la Galerie contemporaine littéraire, artistique, comprenant pour chaque numéro, un tirage photographique, jusqu'en 1884, totalisant 410 portraits.
Dix ans plus tard, Angelo Mariani et une équipe éditoriale, réalise la performance, à laquelle Nadar n'est pas parvenu, de rassembler dans les quatorze volumes de son Album de figures, les portraits et les biographies de plus d'un millier de personnalités contemporaines.